# Bárbara de Regil
Bárbara de Regil (Cidade do México, 5 de junho de 1987) é uma atriz mexicana. 

## Biografia
Começou a participar da televisão em 2009, no reality show mexicano New Generation Telehit, onde se procurava a nova produtora do canal de videoclipes.
Em 2011 estreou na televisão, protagonizando a novela Bajo el alma, junto com Matías Novoa.
Em 2012 participa da novela Amor cautivo interpretando a antagonista principal da história.
Em 2015 participou da novela Así en el barrio como en el cielo interpretando outra vilã. 
Em 2016 interpretou sua personagem considerada mais famosa, a Rosario, protagonista da telesérie Rosario Tijeras, exibida tela TV Azteca. 
Em 2021 estreou na Telemundo, protagonizando a novela Parientes a la fuerza, junto com Guy Ecker.
Em 2022 protagonizou na Televisa a novela Cabo, novamente com o ator Matías Novoa.

## Carreira

### Televisão
| Ano       | Titulo                            | Personagem              | Notas        |
| --------- | --------------------------------- | ----------------------- | ------------ |
| 2011      | Bajo el alma                      | Giovanna Negrete        |              |
| 2012      | Amor cautivo                      | Vanessa Ledesma         |              |
| 2013      | Secretos de familia               | Sofía Ventura Álvarez   |              |
| 2015      | Así en el barrio como en el cielo | Lucía Fernanda          |              |
| 2015      | El Torito                         | Ana                     | 15 episodios |
| 2016–2019 | Rosario Tijeras                   | Rosario Tijeras         | 3 temporadas |
| 2021–2022 | Parientes a la fuerza             | Carmen Jurado           |              |
| 2022–2023 | Cabo                              | Sofía Chávez            |              |
| 2024      | Lalola                            | Dolores Andaloza (Lola) |              |

### Cinema
| Ano  | Titulo                  | Personagem        | Notas |
| ---- | ----------------------- | ----------------- | ----- |
| 2014 | Tiempos felices         | Andrea Villalobos |       |
| 2017 | Consciencia             | Mónica            |       |
| 2018 | Ni tú ni yo             | Miranda           |       |
| 2018 | Loca por el trabajo     | Alicia            |       |
| 2020 | Rebelión de los Godinez | Tania             |       |
| 2023 | Quiero tu vida          | Sofi del Mar      |       |

### Programas
| Ano  | Titulo                      | Rol    |
| ---- | --------------------------- | ------ |
| 2021 | Miss Universe Colombia 2021 | Jurado |